# Petición Szilárd
La petición Szilárd, redactada y distribuida en julio de 1945 por el físico Leó Szilárd, fue firmada por 70 científicos que trabajaban en el Proyecto Manhattan en Oak Ridge, Tennessee, y en el Laboratorio Metalúrgico en Chicago, Illinois. En ella se solicitaba al presidente Harry S. Truman que informara a Japón de los términos de rendición exigidos por los aliados y se le permitiera a Japón aceptar o rechazar estos términos, antes de que Estados Unidos usara armas atómicas. Sin embargo, la petición nunca llegó a través de la cadena de mando al presidente Truman. No fue desclasificada y hecha pública hasta 1961.
Posteriormente, en 1946, Szilárd junto con Albert Einstein, creó el Comité de Emergencia de Científicos Atómicos que contaba entre sus directivos con Linus Pauling (Premio Nobel de la Paz en 1962).

## Antecedentes

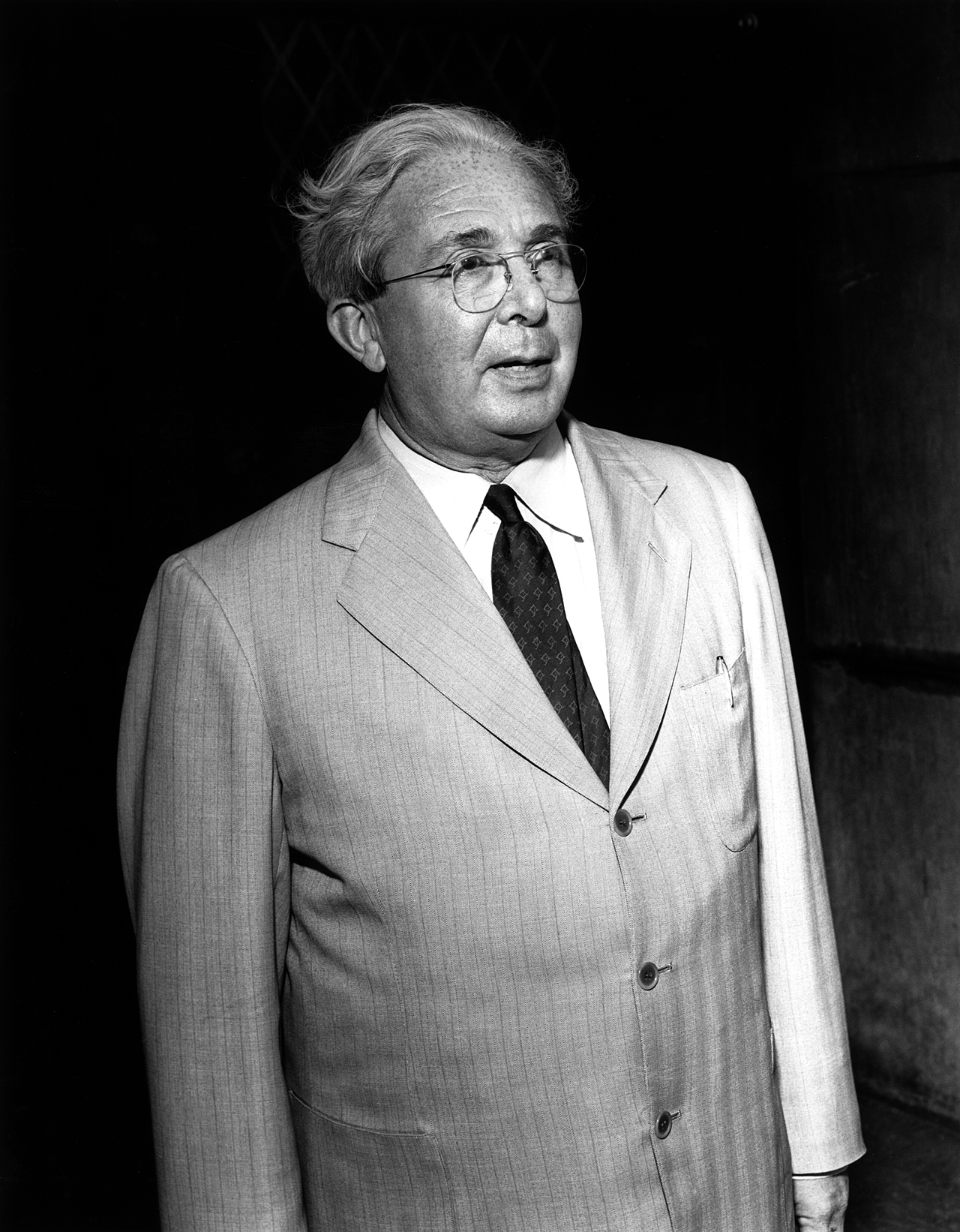
Leo Szilárd

La petición fue precedida por el Informe Franck, escrito en nombre del Comité sobre las Implicaciones Sociales y Políticas de la Bomba Atómica, del cual James Franck era el presidente. Szilárd y su colega del Laboratorio Metalúrgico, Glenn T. Seaborg, fueron los coautores del informe. En él se argumentaba que la seguridad política en un mundo posnuclear dependería del intercambio internacional y de la propiedad de la información atómica, y que para evitar una carrera de armamento nuclear y preservar la buena voluntad hacia los Estados Unidos, se debía avisar adecuadamente a Japón antes del lanzamiento de la bomba.
A diferencia del Informe Franck, que en general se centraba en la política del uso de la bomba atómica y en la posibilidad de colaboración internacional, la Petición Szilárd fue una petición moral. Sus signatarios, previendo una era de rápida expansión nuclear, advirtieron que, si Estados Unidos arrojaba la bomba para poner fin a la guerra en el Teatro del Pacífico, "asumirían la responsabilidad de abrir la puerta a una era de devastación a una escala inimaginable." Temían que, al usar la bomba, Estados Unidos perdería autoridad moral para mantener bajo control la siguiente carrera armamentística nuclear.
Entre los firmantes iniciales, más de 50 científicos trabajaban en la sucursal de Chicago del Proyecto Manhattan (Laboratorio Metalúrgico). Después de mucho desacuerdo entre los otros científicos de Chicago, el director del laboratorio Farrington Daniels realizó una encuesta entre 150 científicos sobre cuál creían que sería el mejor curso de acción con respecto a la bomba. Los resultados fueron los siguientes:
- 15%: La bomba debería ser utilizada como arma por los militares, como medio para lograr la rendición japonesa con la menor cantidad posible de bajas aliadas.
- 46%: Los militares deberían demostrar los efectos de la bomba en Japón, con la esperanza de que se produjese la rendición; en caso contrario, la bomba debería utilizarse como arma.
- 26%: La bomba debería ser parte de una demostración experimental en los Estados Unidos, con una delegación japonesa presente como testigos, con la esperanza de que llevaran sus observaciones al gobierno y abogaran por la rendición.
- 11%: La bomba debería usarse únicamente como parte de una manifestación pública.
- 2%: La bomba no debería usarse en combate y se debería mantener después en total secreto.[3]

Szilárd le pidió a su amigo y colega físico, Edward Teller, que ayudara a hacer circular la petición en el Laboratorio Nacional de Los Alamos con la esperanza de reclutar más firmas. Sin embargo, Teller primero presentó la solicitud de Szilárd al director de Los Alamos J. Robert Oppenheimer, quien le dijo a Teller que los políticos en Washington ya estaban sopesando el tema y que los científicos del laboratorio harían mejor en mantenerse al margen. Por lo tanto, no se recogieron nuevas firmas para la petición en Los Álamos.

## Resumen
La petición iba dirigida al presidente Truman y en ella se afirma que la intención original del Proyecto Manhattan era defender a Estados Unidos de un posible ataque nuclear por parte de Alemania, amenaza que para entonces ya había sido erradicada. 
A continuación suplicaban a Truman que hiciera públicos los términos completos de la rendición de Japón y que esperara una respuesta japonesa antes de lanzar la bomba atómica, y que considerara su "obligación de moderación":
"If after this war a situation is allowed to develop in the world which permits rival powers to be in uncontrolled possession of these new means of destruction, the cities of the United States as well as the cities of other nations will be in continuous danger of sudden annihilation [...] The added material strength which this lead gives to the United States brings with it the obligation of restraint and if we were to violate this obligation our moral position would be weakened in the eyes of the world and in our own eyes. It would then be more difficult for us to live up to our responsibility of bringing the unloosened forces of destruction under control. We, the undersigned, respectfully petition: first, that you exercise your power as Commander-in-Chief, to rule that the United States shall not resort to the use of atomic bombs in this war unless the terms which will be imposed upon Japan have been made public in detail and Japan knowing these terms has refused to surrender; second, that in such an event the question whether or not to use atomic bombs be decided by you in the light of the considerations presented in this petition as well as all the other moral responsibilities which are involved."
"Si después de esta guerra se permite que se desarrolle en el mundo una situación que permita a las potencias rivales estar en posesión incontrolada de estos nuevos medios de destrucción, las ciudades de Estados Unidos, así como las ciudades de otras naciones, estarán en continuo peligro de aniquilación repentina [...] La fuerza material añadida que este liderazgo da a los Estados Unidos trae consigo la obligación de moderación y si violáramos esta obligación nuestra posición moral se debilitaría a los ojos del mundo y a nuestros propios ojos. Entonces nos resultaría más difícil estar a la altura de nuestra responsabilidad de poner bajo control las fuerzas de destrucción que se han desatado. Nosotros, los abajo firmantes, respetuosamente solicitamos: primero, que usted ejerza su poder como Comandante en Jefe, para dictaminar que los Estados Unidos no recurrirán al uso de bombas atómicas en esta guerra a menos que los términos que se impondrán a Japón se hayan hecho públicos en detalle y Japón conociendo estos términos se haya negado a rendirse; segundo, que en tal caso la cuestión de si usar o no bombas atómicas sea decidida por usted a la luz de las consideraciones presentadas en esta petición así como todas las otras responsabilidades morales que están involucradas."

## Después de la firma
En la primavera de 1945, Szilárd llevó la petición al que pronto sería nombrado Secretario de Estado, James F. Byrnes, con la esperanza de encontrar a alguien que transmitiera al Presidente Truman el mensaje de los científicos de que la bomba no debía utilizarse sobre la población civil de Japón, y que después de la guerra debía ponerse bajo control internacional para evitar una carrera armamentística de posguerra. Byrnes no simpatizaba en absoluto con la idea. Así, el presidente Truman nunca vio la petición antes del lanzamiento de la bomba. Szilárd lamentaba que un hombre así tuviera tanta influencia en la política, y también parecía abatido por haberse convertido en físico, ya que en su carrera había contribuido a la creación de la bomba. Después de la reunión con Byrnes, se le cita diciendo: "Cuánto mejor le habría ido al mundo si yo hubiera nacido en América y hubiera llegado a ser influyente en la política americana, y si Byrnes hubiera nacido en Hungría y hubiera estudiado física". En reacción a la petición, el general Leslie Groves, director del Proyecto Manhattan, buscó pruebas de comportamiento ilegal contra Szilárd. En reacción a la petición, el general Leslie Groves, director del Proyecto Manhattan, buscó pruebas de comportamiento ilegal contra Szilárd.
La primera bomba atómica, conocida como Little Boy, fue lanzada sobre Hiroshima el 6 de agosto de 1945. Tres días más tarde, una segunda bomba, conocida como Fat Man, fue lanzada sobre Nagasaki. Se calcula que el despliegue de estas bombas provocó la muerte de 200.000 civiles y la rendición de Japón. En diciembre de 1945, un estudio de la revista de negocios Fortune reveló que más de tres cuartas partes de los estadounidenses encuestados aprobaban la decisión de lanzar las bombas. A pesar de ello, un grupo de los científicos más destacados de la época se unieron para hablar en contra de la decisión, y sobre la futura carrera armamentística nuclear. En 1946 se publicó One World or None: Un informe al público sobre el pleno significado de la bomba atómica', libro que contenía ensayos del propio Leo Szilárd, Albert Einstein, Niels Bohr, Arthur Compton, Robert Oppenheimer, Harold Urey, Eugene Wigner, Edward Condon, Hans Bethe, Irving Langmuir y otros. El tema central del libro, del que se vendieron más de un millón de ejemplares, era que las armas nucleares no debían utilizarse nunca más y que su uso debía regirse por la cooperación internacional

## Firmantes
A continuación se muestran los 70 científicos firmantes de la petición en el Laboratorio Metalúrgico del Proyecto Manhattan en Chicago, en orden alfabético y con sus cargos respectivos:
| 1. David S. Anthony, químico asociado 2. Larned B. Asprey, químico júnior, Destacamento Especial de Ingenieros 3. Walter Bartky, director adjunto 4. Austin M. Brues, director, División de Biología 5. Mary Burke, ayudante de investigación 6. Albert Cahn, Jr., físico júnior 7. George R. Carlson, ayudante de investigación-Física 8. Kenneth Stewart Cole, biofísico principal 9. Ethaline Hartge Cortelyou, química júnior 10. John Crawford, físico 11. Mary M. Dailey, ayudante de investigación 12. Miriam Posner Finkel, bióloga asociada 13. Frank G. Foote, metalúrgico 14. Horace Owen France, biólogo asociado 15. Mark S. Fred, investigador asociado-Química 16. Sherman Fried, químico 17. Francis Lee Friedman, físico 18. Melvin S. Friedman, químico asociado 19. Mildred C. Ginsberg, cálculos 20. Norman Goldstein, físico júnior 21. Sheffield Gordon, químico asociado 22. Walter J. Grundhauser, ayudante de investigación 23. Charles W. Hagen, ayudante de investigación 24. David B. Hall, físico 25. David L. Hill, físico asociado, Argonne 26. John Perry Howe, Jr., director adjunto de división, químico 27. Earl K. Hyde, químico asociado 28. Jasper B. Jeffries, físico júnior, químico júnior 29. William Karush, físico asociado 30. Truman P. Kohman, químico-investigador 31. Herbert E. Kubitschek, físico júnior 32. Alexander Langsdorf, Jr., investigador asociado 33. Ralph E. Lapp, ayudante del director de división 34. Lawrence B. Magnusson, químico júnior 35. Robert Joseph Maurer, físico 36. Norman Frederick Modine, ayudante de investigación 37. George S. Monk, físico 38. Robert James Moon, físico 39. Marietta Catherine Moore, técnico 40. Robert Sanderson Mulliken, coordinador de información 41. J. J. Nickson, médico, División de Biología 42. William Penrod Norris, bioquímico asociado 43. Paul Radell O'Connor, químico júnior 44. Leo Arthur Ohlinger, ingeniero superior 45. Alfred Pfanstiehl, físico júnior 46. Robert Leroy Platzman, químico 47. C. Ladd Prosser, biólogo 48. Robert Lamburn Purbrick, físico júnior 49. Wilfrid Rall, ayudante de investigación-Física 50. Margaret H. Rand, ayudante de investigación, Sección de Salud 51. William Rubinson, químico 52. B. Roswell Russell, cargo no identificado 53. George Alan Sacher, biólogo asociado 54. Francis R. Shonka, físico 55. Eric L. Simmons, biólogo asociado, Grupo de Salud 56. John A. Simpson, Jr., físico 57. Ellis P. Steinberg, químico júnior 58. D. C. Stewart, sargento del Destacamento Especial de Ingenieros 59. George Svihla, cargo no identificado [Grupo de Salud] 60. Marguerite N. Swift, fisióloga asociada, Grupo de Salud 61. Leo Szilard, físico jefe 62. Ralph E. Telford, cargo no identificado 63. Joseph D. Teresi, químico asociado 64. Albert Wattenberg, físico 65. Katharine Way, ayudante de investigación 66. Edgar Francis Westrum, Jr., químico 67. Eugene Paul Wigner, físico 68. Ernest J. Wilkins, Jr., físico asociado 69. Hoylande Young, químico principal 70. William Houlder Zachariasen, consultor |